# Bodié
Bodié est une ville et une sous-préfecture de Guinée, rattachée à la préfecture de Dalaba et la région de Mamou. 

## Population
En 2016, la localité comptait 9 590 habitants.

## Personnalité
- Sory Kandia Kouyaté (1937-1977), maître griot, conteur, musicien, compositeur et chanteur guinéen.